# 安氏犬
安氏犬（学名：Canis antonii）是一种犬属化石。选型标本来自中国河南渑池仰韶村，时代可能为泥河湾期。早期研究将其归入归入异豺（Xenocyon），最新的评估则认为它是直隶犬（Canis chihliensis）的变异。
归入安氏犬的化石，除选型标本外，还有山西乡宁龙王麻地的上下颌前部和下颌残片。‪Lorenzo Rook‬将山西太谷范村的一件完整头骨和巴基斯坦阿塔克的一些破碎颌骨、牙齿全部归入安氏犬，并将安氏犬应归入异豺（Xenocyon）。但对此归类一直存在争议。